# Sheila Abdus-Salaam
Sheila Abdus-Salaam (nascida Turner; 14 de março de 1952 — 12 de abril de 2017) foi a primeira mulher afro-americana a ocupar um assento na corte de apelação de Nova Iorque. Ao contrário de alguns relatos na imprensa, ela nunca chegou a converter-se ao Islão, adotando apenas o apelido do primeiro marido. Morreu aos 65 anos.